# St. Wendelin (Reilingen)

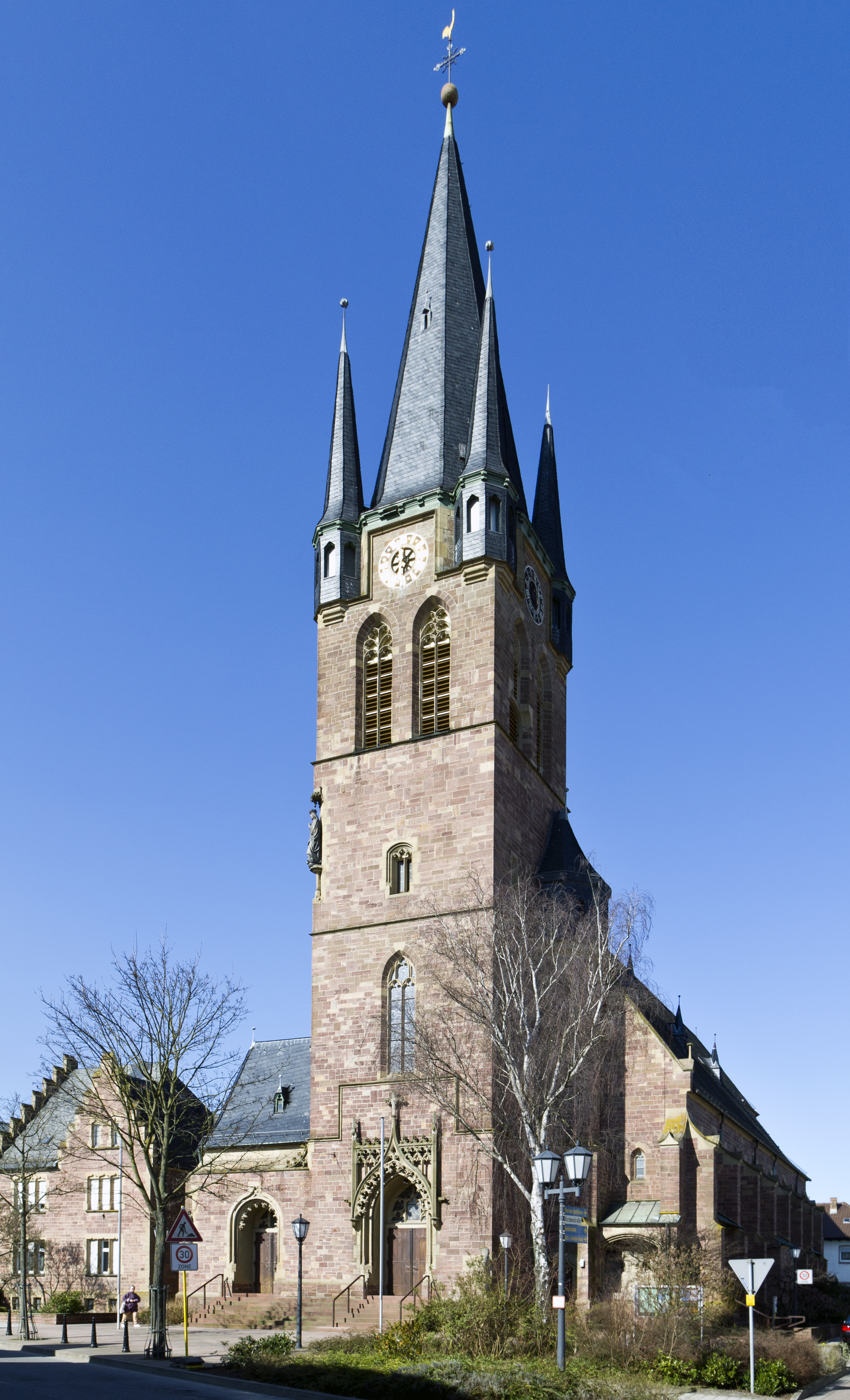
St. Wendelin

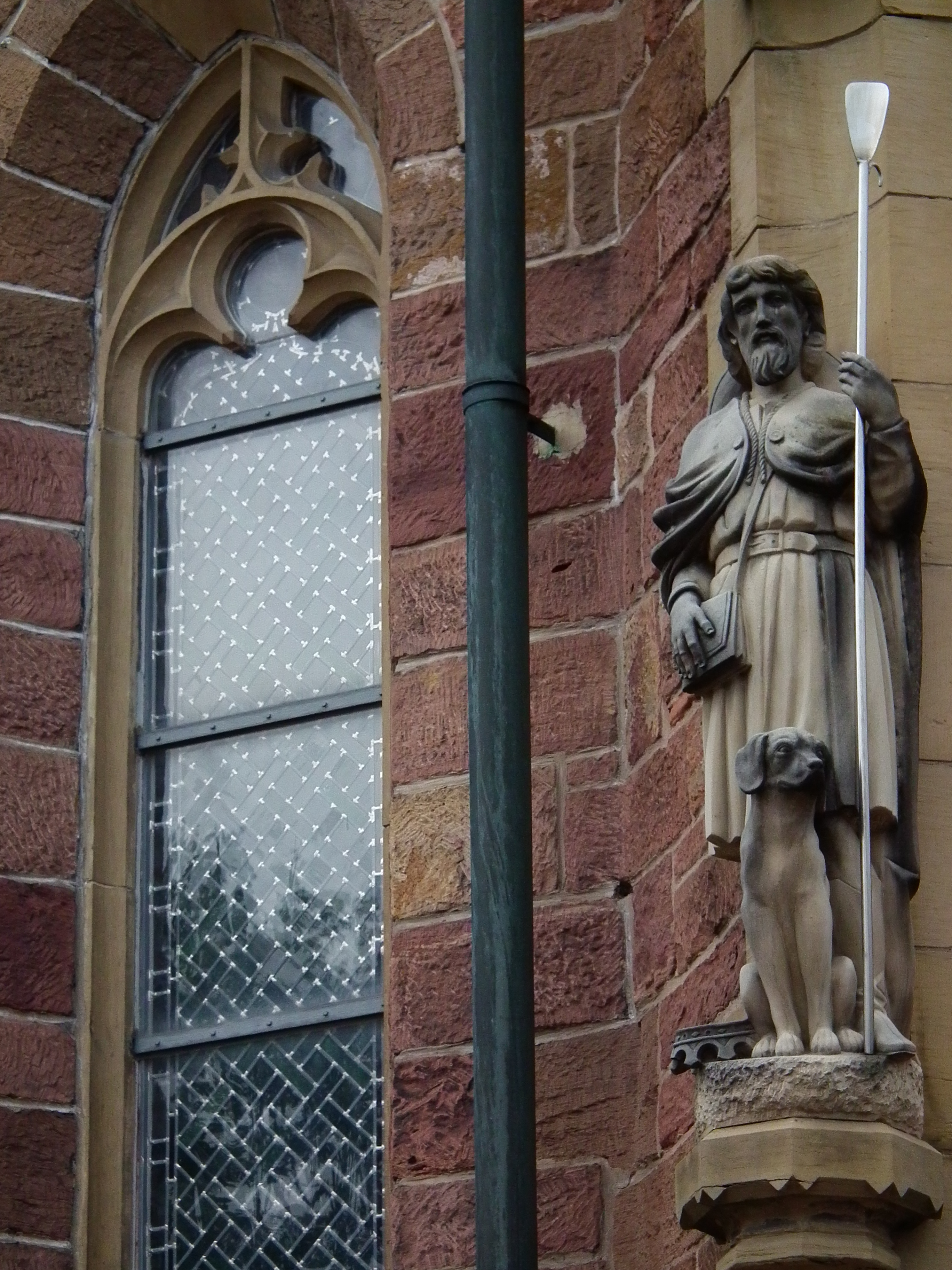
Statue des Kirchenpatrons

St. Wendelin ist eine katholische Kirche in Reilingen im Rhein-Neckar-Kreis im Nordwesten Baden-Württembergs. Sie wurde zwischen 1901 und 1903 von Johannes Schroth im neugotischen Stil erbaut.

## Geschichte
Reilingen wurde 1286 erstmals erwähnt. Kirchlich gehörte der Ort zur Georgspfarrei in Hockenheim. 1446 erbaute die Gemeinde in Reilingen eine Kapelle zu Ehren des Heiligen Wendelin. 1451 wurde sie bereits als Kirche beschrieben. Im selben Jahr gründete sich in Reilingen die Bruderschaft zum Heiligen Wendelin. Sie war die einzige Bruderschaft in der Kurpfalz, in der Kurfürst Philipp und seine Familie Mitglied waren. 1498 erhielt Reilingen eine eigene Pfarrei, das Patronatsrecht lag bei der Kurpfalz. 1556 führte Kurfürst Ottheinrich in seinem Land die Reformation ein. In der Folgezeit musste Reilingen die häufigen Konfessionswechsel mitmachen, bis in der pfälzischen Kirchenteilung zu Beginn des 18. Jahrhunderts die Kirche den Reformierten zugeschlagen wurde. Die Reilinger Katholiken mussten daher wieder nach Hockenheim zur Kirche gehen, bis sie 1743 die Erlaubnis erhielten, das Untergeschoss des Rathauses für Gottesdienste zu nutzen.
1788 baute die katholische Gemeinde dann eine Kirche. Sie war ein Saalbau mit dreiseitigem Chorschluss. Baufälligkeit und die gewachsene Bevölkerung machten bereits hundert Jahre später einen Neubau notwendig. 1889 begann man mit der Suche nach einem geeigneten Bauplatz. Nachdem 1894 und 1899 zwei Grundstücke erworben worden waren, begann 1901 der Bau. 1903 zog die Gemeinde in die neue Wendelinskirche um, die im Mai 1905 von Weihbischof Friedrich Justus Knecht konsekriert wurde. Nach dem Kirchenbau wurde Reilingen 1904 zur Pfarrkuratie und schließlich 1943 zur Pfarrei erhoben. 2005 schlossen sich die Pfarreien in Reilingen, Hockenheim und Neulußheim/Altlußheim zur Seelsorgeeinheit Hockenheim zusammen. Sie gehört zum Dekanat Wiesloch im Erzbistum Freiburg.

## Beschreibung
Die Kirche St. Wendelin steht an der Hauptstraße von Reilingen mit einer Ausrichtung nach Nordwesten. Der Architekt Johannes Schroth schuf ein Bauwerk ganz im neugotischen Stil. Die Kirche ist eine dreischiffige Hallenkirche mit einem markanten viergeschossigen Turm. An der Südecke steht eine Figur des Heiligen Wendelin, dem Kirchenpatron. Am ersten Geschoss des Turms ist eine Muttergottesstatue angebracht.
Aus dem Innenraum der Vorgängerkirche übernahm man in den Neubau eine Wendelinsstatue, die Mitte des 18. Jahrhunderts geschaffen worden war, eine Josephsstatue von um 1740 sowie den Taufstein von Ende des 18. Jahrhunderts. Die Orgel wurde im Jahr 1970 von Wolfgang Scherpf erbaut. Das Instrument hat 28 Register auf zwei Manualen und Pedal.